# Giulio Angioni
Giulio Angioni (Guasila, 1939. október 28. – Cagliari, 2017. január 12.) olasz (szardíniai) író és antropológus.

## Életrajza
A kulturális antropológia professzora a Cagliari Egyetemen. Szakirodalmi munkáin  kívül számos szépirodalmi művet publikált, közülük  a legismertebb regények Le fiamme di Toledo (A toledói lángok), Assandira, Doppio cielo (Kettős ég), Gabbiani sul Carso (Sirályok a Karszt-hegységen).

### Szépirodalmi művek
- L'oro di Fraus (Editori Riuniti, 1988, Il Maestrale, 2000)
- Il sale sulla ferita (Marsilio, 1990), Il Maestrale 2010), finalist Premio Viareggio, 1990
- Una ignota compagnia (Feltrinelli, 1992, Il Maestrale 2007), finalist Premio Viareggio, 1992
- Il gioco del mondo (Il Maestrale, 1999)
- La casa della palma (Avagliano, 2000)
- Millant'anni (Il Maestrale, 2002, 2009)
- Il mare intorno (Sellerio, 2003)
- Assandira (Sellerio, 2004)
- Alba dei giorni bui (Il Maestrale, 2005, 2009), Premio Dessì, 2005
- Le fiamme di Toledo (Sellerio, 2006), Premio Corrado Alvaro, 2006, Premio Mondello, 2006
- La pelle intera  (Il Maestrale, 2007)
- Afa (Sellerio, 2008)
- Tempus (CUEC, 2008)
- Gabbiani sul Carso (Sellerio, 2010)
- Doppio cielo (Il Maestrale, 2010)
- Sulla faccia della terra (2015)

### Egyéb
- Tre saggi sull'antropologia dell'età coloniale, Flaccovio, 1973
- Sa laurera: Il lavoro contadino in Sardegna, EDeS 1976 e Il Maestrale, 2005
- Il sapere della mano: saggi di antroplogia del lavoro, Sellerio, 1986
- Pane e formaggio e altre cose di Sardegna, Zonza, 2000
- Fare dire sentire: l'identico e il diverso nelle culture, Il Maestrale, 2011
- Tutti dicono Sardegna EdeS, 1990
- Cartas de logu: scrittori sardi allo specchio CUEC, 2007
- Il dito alzato (Sellerio, 2012)